# Rurutu (isla)
Rurutu es una de las islas Australes, localizadas en la Polinesia Francesa. Está situada a 572 km al sur de Tahití y a 210 km al noroeste de Tubuai.
La superficie total es de 32 km². Tiene una estructura geológica sin arrecifes ni laguna que la protejan del océano. La costa es escarpada, con muchas cuevas con estalactitas y estalagmitas. La altitud máxima es de 398 metros en los montes Manureva y Taatioe.
La población total era de 2.189 habitantes en el censo de 2002. Las aldeas principales son Moerai (la capital de la comuna), Hauti y Avera. Se ha desarrollado el turismo para observar las ballenas que se acercan hasta la costa. Durante el ritual Tere, celebrado en enero, se puede asistir a la prueba de la Amoraa oa'i, que consiste en llevar una piedra que puede pesar hasta 150 kg.
Históricamente también se ha nombrado Oheteroa y Hitiroa. Los trabajos arqueológicos han permitido datar la llegada de los polinesios hacia el 900 d. C. El primer europeo en llegar fue James Cook, en 1769. Para prevenir la expansión británica desde las islas Cook hacia las Australes, Francia estableció su protectorado en Rurutu en 1889, y después fue anexada en 1900. 

## Geografía

### Toponimia
Anteriormente, Rurutu era conocida como Eteroa ("cesta alargada"), a lo que, según James Cook, se parecería la forma de la isla a los ojos de los primeros colonizadores polinesios. Posteriormente, al desembarcar en la isla de Tubuai, un indígena le contó que venía de la isla vecina llamada «Rurutu».

### Geografía física
La isla volcánica de Rurutu se encuentra a 150 km al este de Rimatara, la isla más cercana y a 572 km al sur de Tahití. Con una longitud de aproximadamente 10 km de largo y 3 km de ancho máximo, presenta una superficie de 32,3 km², rodeada por un arrecife (pero desprovisto de laguna) y su pico de mayor altitud, el Manureva, se eleva a 385 metros.
En 2007, el municipio cuenta con 2089 habitantes residiendo principalmente en tres pueblos Moerai (en el noreste; 978 habitantes), Avera (en el oeste; 740 habitantes), y Hauti (en el este; 371 habitantes) así como en dos aldeas más pequeñas, Narui y Naairoa (ambas situadas en la punta sur).

### Geología
La isla se formó hace 12 millones de años, a partir del Punto caliente Mc Donald. Durante más de 10 millones de años, la erosión casi la convirtió en un atolón. Pero hace menos de un millón de años, la isla pasó por encima de un segundo punto caliente el Monte Arago (Te Tuana'i), que le añadió 150 metros suplementarios. Hoy en día, la isla se encuentra recortada de forma discontinua por acantilados de coral elevado, que presentan abundantes cuevas. 
Fruto de estos movimientos geológicos surgieron tres colinas: Taatio'e, Manureva (385 m) y Erai.

## Historia

### Población polinesia

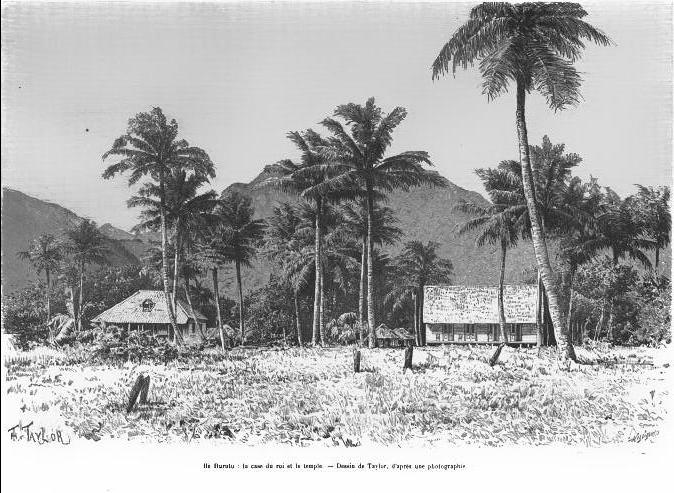
Casa del rey de Rurutu hacia 1885.

Diversas leyendas recuerdan el poblamiento de la isla por dos piraguas venidas de Tahití. Los restos arqueológicos llevados a Vitaria indican una población que se remonta al siglo viii de nuestra era. A finales del siglo xviii, la población de la isla se estimó en 3000 habitantes polinesios, antes de que las luchas tribales hicieran reducir la población de la isla en un 80% entre 1815 y 1820.

### Llegada de los europeos
La primera mención de la isla se debe al explorador británico James Cook, quien la divisó en 1769, y en la cual no desembarcó. En 1821, misioneros de la Sociedad Misionera de Londres, ya establecidos en Tahití se implantaron en el archipiélago de las australes y especialmente en Rurutu. Entre 1852 y 1889 se proclamó el Reino de Rurutu.
Mientras que Francia establecía un protectorado sobre el Reino de Tahití en 1842 tras haber tomado control de las Islas Marquesas, Rurutu se mantuvo independiente hasta 1889, que marca la incorporación de las Australes al protectorado francés antes de la anexión oficial en 1900.

### Periodo contemporáneo
Entre 1951 y 1956, Rurutu se convirtió en lugar de residencia del navegante Eric de Bisschop, encargado de establecer un catastro. Tras su muerte en las Islas Cook durante la expedición de Tahiti Nui (1956-1958) fue repatriado a la isla e inhumado en el cementerio de Moerai. Durante este periodo, la isla comenzó su desarrollo con la construcción de una carretera de circunvalación y dos vías transversales uniendo las tres poblaciones, a la vez que crecía su población debido a los flujos migratorios especialmente los que provenían de Makatea, en las Tuamotu, Papeete así como Noumea, en Nueva Caledonia.
El presidente François Mitterrand visitó la isla en 1990, lo que tuvo cierto impacto en el desarrollo del turismo local.

## Idioma
La lengua hablada en Rurutu es una variante de las lenguas australes, el reo rurutu, bastante diferente del tahitiano. 

## Economía
Rurutu es famosa en la Polinesia Francesa por su artesanía, la cestería y especialmente el trabajo de la fibra del pandano que garantiza ingresos a un importante número de familias. La agricultura y la pesca son de subsistencia (especialmente en lo que respecta al cultivo del taro en plantaciones colectivas), el turismo empieza a desarrollarse. Rurutu se ha convertido en los últimos años en la isla de las ballenas. De julio a octubre, las ballenas vienen a reproducirse cerca de la costa, atrayendo a turistas extranjeros La cultura preservada de la isla, las playas de arena blanca, su flora tropical y sus cuevas atraen en la actualidad a turismo durante todo el año.
La isla posee un aeródromo con una pista de 1400 metros que sirve de punto de conexión con otras zonas de la Polinesia.